# Willibald Kreß
Willibald Kreß (Fráncfort del Meno, Imperio alemán, 13 de noviembre de 1906-Gießen, Alemania Federal, 27 de enero de 1989) fue un jugador y entrenador de fútbol alemán. En su etapa como jugador profesional se desempeñaba como guardameta.
Es considerado uno de los mejores porteros de su época, junto con Ricardo Zamora, Rudolf Hiden y Giampiero Combi.

## Fallecimiento
Murió el 27 de enero de 1989 en un asilo de ancianos de Gießen a la edad de 82 años, tras sufrir un derrame cerebral.

## Selección nacional
Fue internacional con la selección alemana en 16 ocasiones. Fue convocado para disputar la Copa del Mundo de 1934, donde su país obtuvo el tercer lugar.

### Participaciones en Copas del Mundo
| Mundial                        | Sede   | Resultado    | Partidos | Goles |
| ------------------------------ | ------ | ------------ | -------- | ----- |
| Copa Mundial de Fútbol de 1934 | Italia | Tercer lugar | 3        | 0     |

## Clubes

### Como jugador
| Club               | País                | Año       |
| ------------------ | ------------------- | --------- |
| Rot-Weiß Frankfurt | República de Weimar | 1929-1932 |
| FC Mulhouse        | Francia             | 1932      |
| Dresdner SC        | Alemania nazi       | 1933-1944 |

### Como entrenador
| Club           | País             | Año       |
| -------------- | ---------------- | --------- |
| FSV Fráncfort  | Alemania ocupada | 1947-1949 |
| Wormatia Worms | Alemania Federal | 1957-1959 |
| Wuppertaler SV | Alemania Federal | 1959-1961 |

## Palmarés

### Campeonatos regionales
| Título          | Club        | País          | Año  |
| --------------- | ----------- | ------------- | ---- |
| Gauliga Sachsen | Dresdner SC | Alemania nazi | 1934 |
| Gauliga Sachsen | Dresdner SC | Alemania nazi | 1939 |
| Gauliga Sachsen | Dresdner SC | Alemania nazi | 1940 |
| Gauliga Sachsen | Dresdner SC | Alemania nazi | 1941 |
| Gauliga Sachsen | Dresdner SC | Alemania nazi | 1943 |
| Gauliga Sachsen | Dresdner SC | Alemania nazi | 1944 |

### Campeonatos nacionales
| Título            | Club        | País          | Año  |
| ----------------- | ----------- | ------------- | ---- |
| Copa de Alemania  | Dresdner SC | Alemania nazi | 1940 |
| Copa de Alemania  | Dresdner SC | Alemania nazi | 1941 |
| Campeonato alemán | Dresdner SC | Alemania nazi | 1943 |
| Campeonato alemán | Dresdner SC | Alemania nazi | 1944 |